# 库尔马
库尔马（法語：Courmas，法語發音：[kuʁma]）是法国马恩省的一个市镇，位于该省西北部，属于兰斯区。

## 地理
库尔马（49°11'21"N, 3°54'31"E）面积2.87 平方千米，位于法国大東部大區马恩省，该省份为法国东北部内陆省份，北起阿登省，西北接埃纳省，西南接塞纳-马恩省，南至奥布省，东南接上马恩省，东临默兹省。
与库尔马接壤的市镇（或旧市镇、城区）包括：布伊、绍米济、马尔福、萨西、多芒日城。

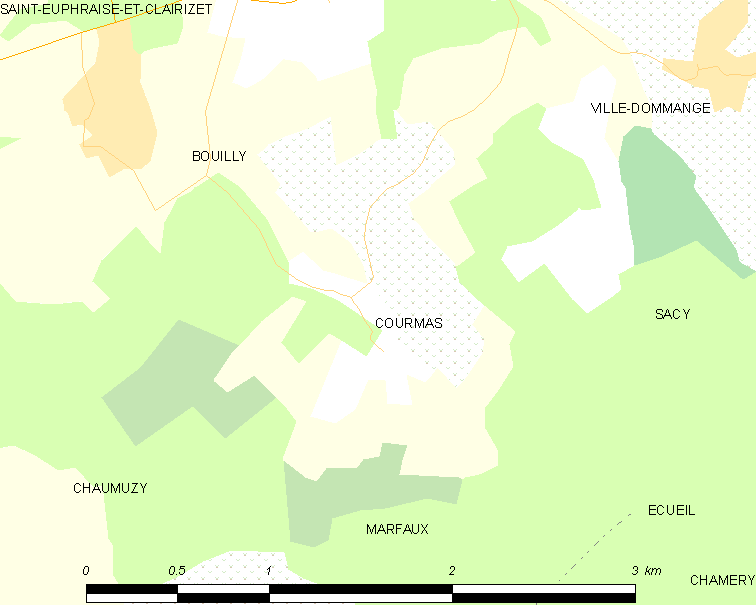
库尔马的OSM定位图

库尔马的时区为UTC+01:00、UTC+02:00（夏令时）。

## 行政
库尔马的邮政编码为51390，INSEE市镇编码为51188。

## 政治
库尔马所属的省级选区为菲姆-兰斯山县。

## 人口

1962-2008年间库尔马人口变化图示

库尔马于2022年1月1日时的人口数量为225人。